# Rho Aquarii
Rho Aquarii (ρ Aqr / ρ Aquarii) è una stella gigante azzurra di magnitudine 5,35 situata nella costellazione dell'Aquario. Dista 743 anni luce dal sistema solare.

## Osservazione
Si tratta di una stella situata nell'emisfero celeste australe, ma molto in prossimità dell'equatore celeste; ciò comporta che possa essere osservata da tutte le regioni abitate della Terra senza alcuna difficoltà e che sia invisibile soltanto molto oltre il circolo polare artico. Nell'emisfero sud invece appare circumpolare solo nelle aree più interne del continente antartico. La sua magnitudine pari a 5,4 fa sì che possa essere scorta solo con un cielo sufficientemente libero dagli effetti dell'inquinamento luminoso.
Il periodo migliore per la sua osservazione nel cielo serale ricade nei mesi compresi fra fine agosto e dicembre; da entrambi gli emisferi il periodo di visibilità rimane indicativamente lo stesso, grazie alla posizione della stella non lontana dall'equatore celeste.

## Caratteristiche fisiche
Rho Aquarii è una stella binaria spettroscopica; la principale è una gigante blu avente una massa 5 volte quella del Sole, che è anche una variabile Alfa Cygni; la sua luminosità infatti varia leggermente in un periodo di 6,56 giorni.
Possiede una magnitudine assoluta di -1,44 e la sua velocità radiale negativa indica che la stella si sta avvicinando al sistema solare. È situata a 880 anni luce, brilla a una magnitudine apparente di 5,35 e si muove ad una velocità di 19,3 km/s nella Galassia rispetto al Sole.